# Magnus Konow

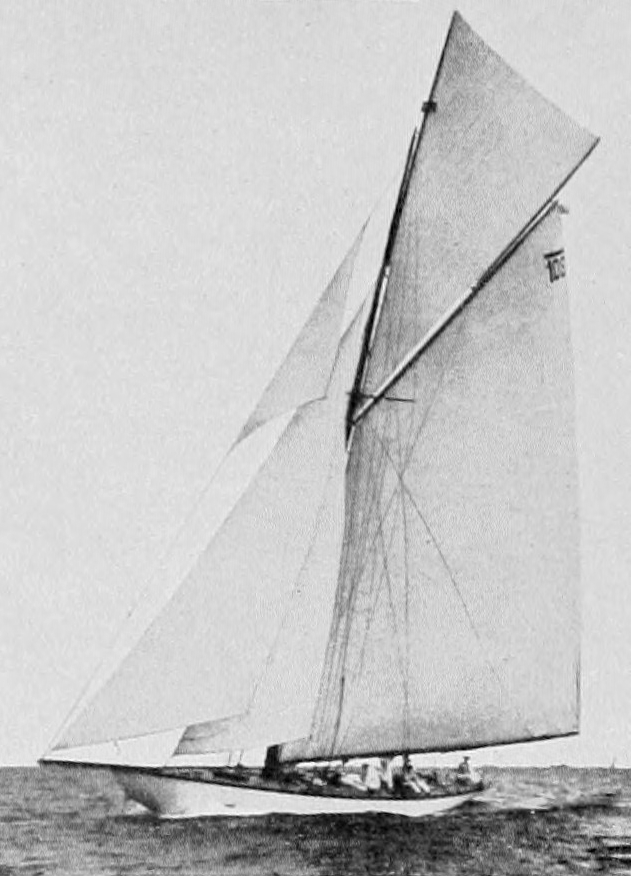
Jacht Magda IX

Magnus Andreas Thulstrup Clasen Konow (ur. 1 września 1887 w Melsomvik, zm. 25 sierpnia 1972 w San Remo) – norweski przedsiębiorca i żeglarz, sześciokrotny olimpijczyk, trzykrotny medalista tych zawodów.

## Życiorys
Po zdaniu examen artium w 1905 roku kontynuował naukę w Otto Treiders Handelsskole. Zajął się następnie handlem, po czym został współzałożycielem spółki zajmującej się wielorybnictwem, uczestnicząc również osobiście w polowaniach.
W młodości uprawiał wiele sportów – skoki narciarskie, kombinację norweską czy wioślarstwo, jednak jego największą pasją było żeglarstwo. Związany był z Kongelig Norsk Seilforening od 1907 roku, zasiadał następnie w jego władzach.
Podczas II wojny światowej wyjechał do USA, przyjmując następnie obywatelstwo tego kraju.
Trzykrotnie żonaty. Ojciec Karstena Konowa, teść Larsa Musæusa i Ragnara Hargreavesa, żeglarzy-olimpijczyków.

## Występy na igrzyskach olimpijskich
- Londyn 1908 – 8 metrów – 4. miejsce – Fram (Eilert Falch-Lund, Johan Anker, Einar Hvoslef, Hagbart Steffens)
- Sztokholm 1912 – 12 metrów –  – Magda IX (Nils Bertelsen, Carl Thaulow, Halfdan Hansen, Arnfinn Heje, Alfred Larsen, Petter Larsen, Christian Staib, Eilert Falch-Lund, Johan Anker)
- Antwerpia 1920 – 8 metrów (formuła 1919) –  – Sildra (Reidar Martiniuson, Thorleif Kristoffersen, Ragnar Vik)
- Amsterdam 1928 – 8 metrów – 4. miejsce – Noreg (Jens Salvesen, Bernhard Lund, Wilhelm Wilhelmsen)
- Berlin 1936 – 6 metrów –  – Lully II (Karsten Konow, Vaadjuv Nyqvist, Alf Tveten, Fredrik Meyer)
- Londyn 1948 – 6 metrów – 4. miejsce – Apache (Anders Evensen, Ragnar Hargreaves, Lars Musæus, Hakon Solem)